# Franz Theodor Bach

Franz Theodor Bach (vor 1897)

Franz Theodor Bach (* 7. August 1833 in Breslau; † 9. Juli 1897 in Berlin) war ein deutscher Philologe, Turner und Schulleiter.

## Leben und Wirken
Er war der Sohn von Nicolaus Bach, der später Gymnasialdirektor in Fulda wurde, und seiner Ehefrau Franziska geb. von Hippel. Nach dem Besuch des Gymnasiums in Bromberg studierte er ab 1852 Philologie an der Universität Breslau und promovierte zum Dr. phil. Ab 1858 war er als Ordentlicher Lehrer am Kgl. Friedrichs-Gymnasium in Breslau in Kontakt mit der Turnbewegung und wurde Mitglied im Alten Breslauer Turnverein. 1860 wurde er Oberlehrer am Gymnasium zu Lauban und 1864 Rektor der 1. Breslauer Mittelschule. Ab 1876 war Bach Direktor der Sophien-Realschule in Berlin. 1880 wechselte er als Direktor an die Falk-Realschule in Berlin. Am 1. Oktober 1896 wurde er pensioniert und starb im folgenden Jahr.

## Nachlass
Sein Familiennachlass (Hippel/Bach) wird im Bundesarchiv verwahrt.

## Schriften (Auswahl)
- De Syriano philosopho Neoplatonico. 1862.
- Wanderungen, Turnfahrten und Schülerreisen. Teil 1, Strauch, Leipzig 1885.
- Wanderungen, Turnfahrten und Schülerreisen. Teil 2, Strauch, Leipzig 1887.
- (mit Eulenberg): Schulgesundheitslehre. Das Schulhaus und das Unterrichtswesen vom hygienischen Standpunkte für Ärzte, Lehrer [...]. Berlin 1900.